# La Vinzelle
La Vinzelle est un hameau de l’Aveyron, administrativement rattaché à la commune de Grand-Vabre.

## Situation géographique

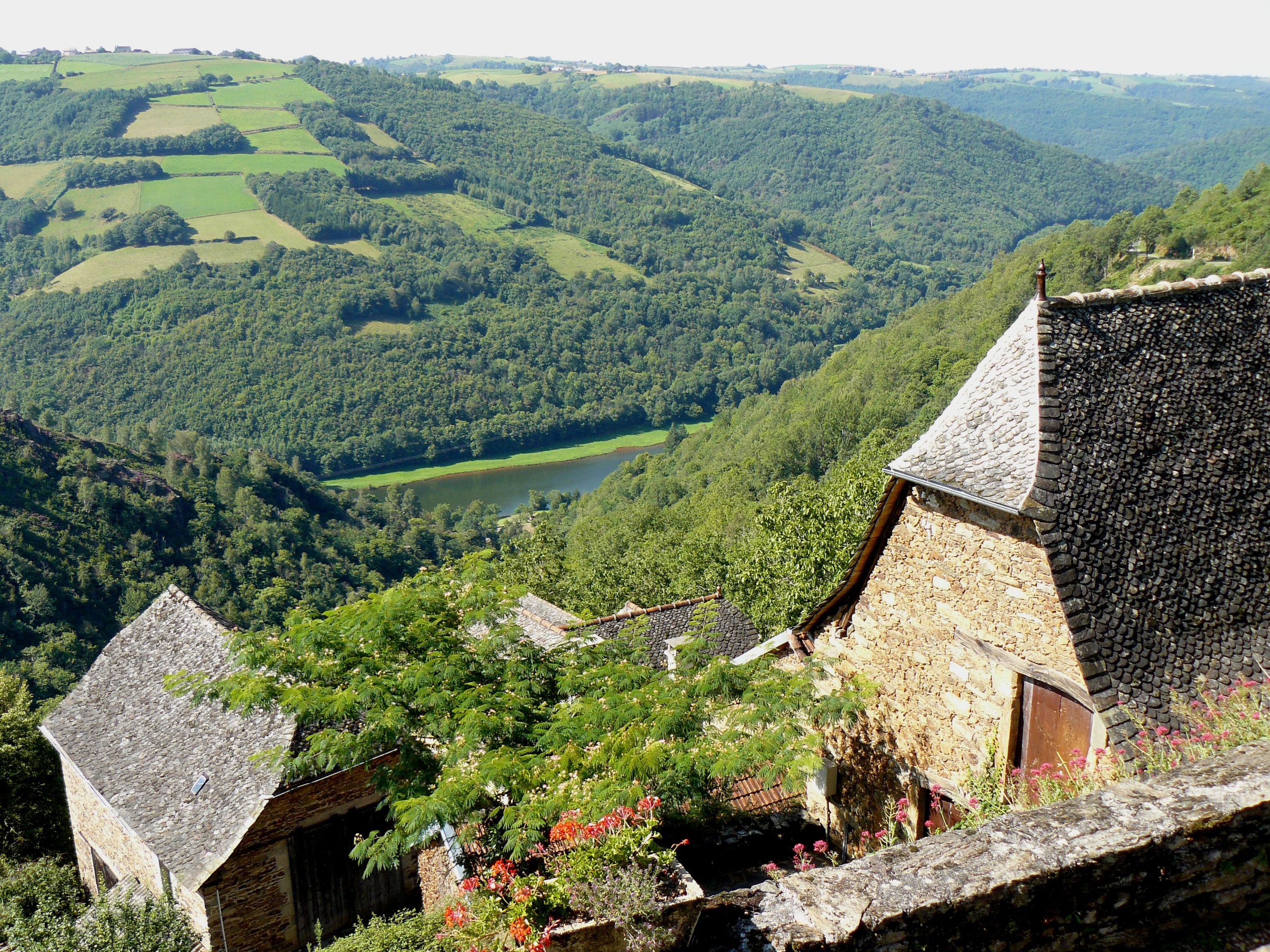
Panorama sur le Lot depuis La Vinzelle.

La Vinzelle, village pittoresque perché sur un éperon rocheux, situé sur la vallée du Lot, en Aveyron près de Conques.
Ce petit hameau sur la vallée du Lot, près de Conques, est situé sur le territoire de l'ancienne commune de Grand-Vabre, aujourd'hui rattachée à la commune de Conques-en-Rouergue.
En période hivernale, douze habitants maintiennent la vie du village. Grâce à eux et à l'Association des amis de La Vinzelle, le village a su garder son authenticité et son charme. 

## Toponymie
Pour certains, Vinzelle proviendrait de vinum (vin) et de cella (cave), d'où vincella en bas latin.
Toutefois, Lou Tresor dóu Felibrige indique : « vinzello (bas latin vimicellum). Baguette ; personne grande et fluette. ».
À la suite de Mistral, Ernest Nègre indique une origine occitane : « La Vinzelle, com. Grand Vabre, Aveyron ; castri de la Vinzola, 1267 ; occitan vinzelo, branche longue, mince, flexible... pour désigner quelque oseraie. ».

## Histoire
Ce hameau de la commune de Grand-Vabre dans l'Aveyron était une importante place forte du Rouergue à la frontière de l'Auvergne et avait au XVIIIe siècle pour co-seigneurs le prince de Monaco et le commandeur Hospitalier de Narbonne.
La Vinzelle se situait sur une voie de pèlerinage vers Saint-Jacques-de-Compostelle. L’une des portes d’accès de Conques porte d’ailleurs son nom.
Le village était autrefois important, et possédait un château, disparu au XVIe siècle lors des Guerres de religion.

## Patrimoine
- Château de Selves

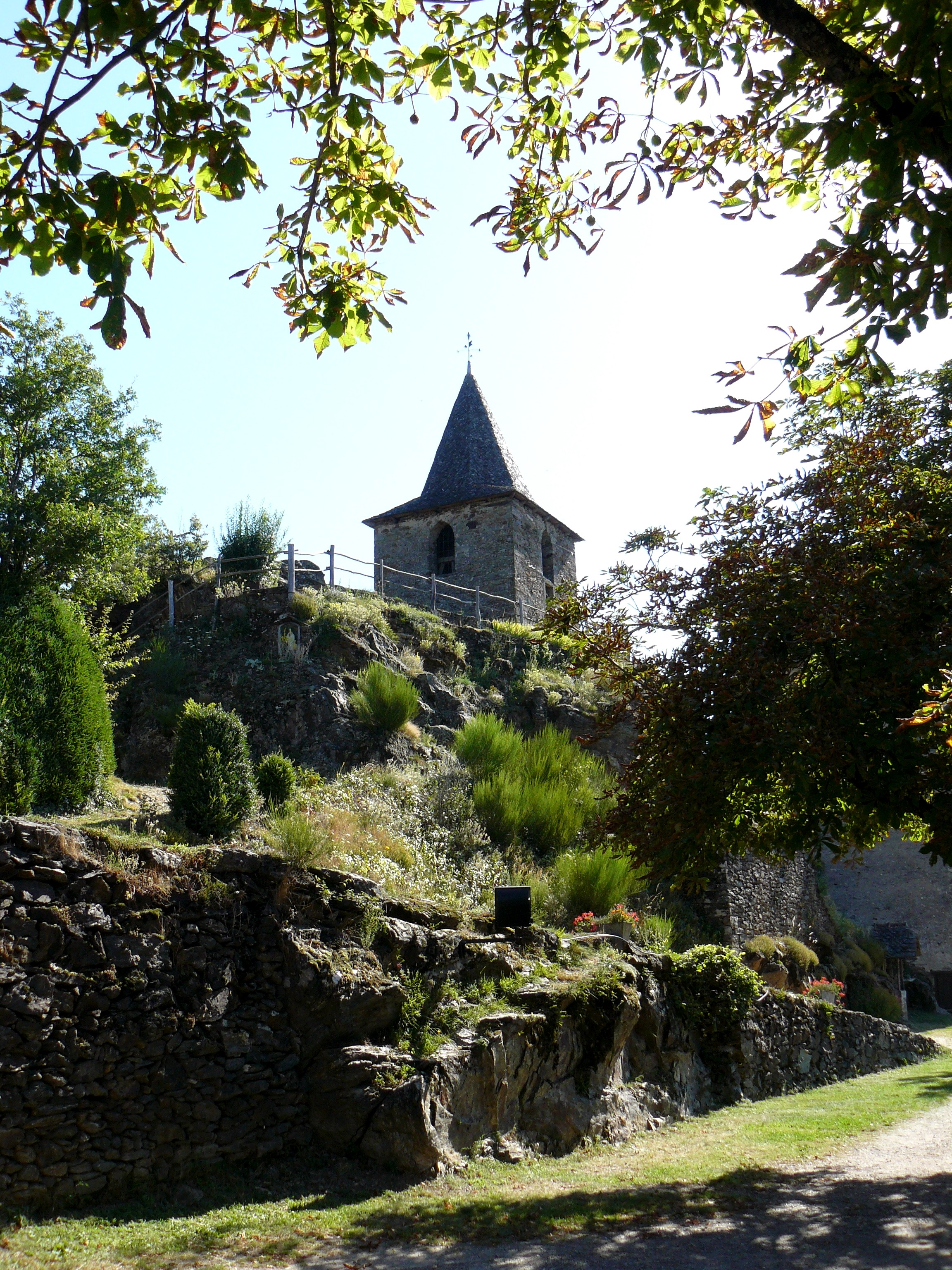
L’église Saint-Roch.

- L’église Saint-Clair et Saint-Roch de La Vinzelle, certaines parties de l'église datent du XIe siècle. À l'entrée se trouve une statue de saint Roch de la fin du XIXe siècle du sculpteur ruthénois François Mahoux (Rodez 22 juillet 1835 - Rodez 4 avril 1901)[3].
- La fontaine Saint-Clair est censée avoir des propriétés curatives.
- Le village possède une cloche de 1 250 kg, fondue à Rodez et offerte en 1870 par un paroissien, Jean Ouillades. D’abord installée dans le clocher de l’église, elle était si bruyante qu’elle dut être déplacée et qu’un clocher indépendant dut être construit spécialement pour elle. Elle avait la réputation d’éloigner les orages.
- Maisons traditionnelles aux toits de lauzes.

## Personnalités liées
- Le poète et romancier occitan Henri Mouly (1896-1981), membre fondateur (1922) de la société littéraire Lo Grelh Roergàs, a enseigné à La Vinzelle, en remplacement de l’instituteur du village, mort de la grippe espagnole. Une plaque commémorative située à l’école rappelle son passage.
- Son fils, Charles Mouly (1919-2009), est né à La Vinzelle. Ce fut un célèbre humoriste occitan, créateur de Catinou et Jacouti.

## Tourisme
Village fleuri particulièrement pittoresque, avec un beau point de vue sur le Lot, La Vinzelle, bien que moins connue que sa voisine Conques, accueille un grand nombre de visiteurs chaque année, notamment des randonneurs.

## Galerie de photos

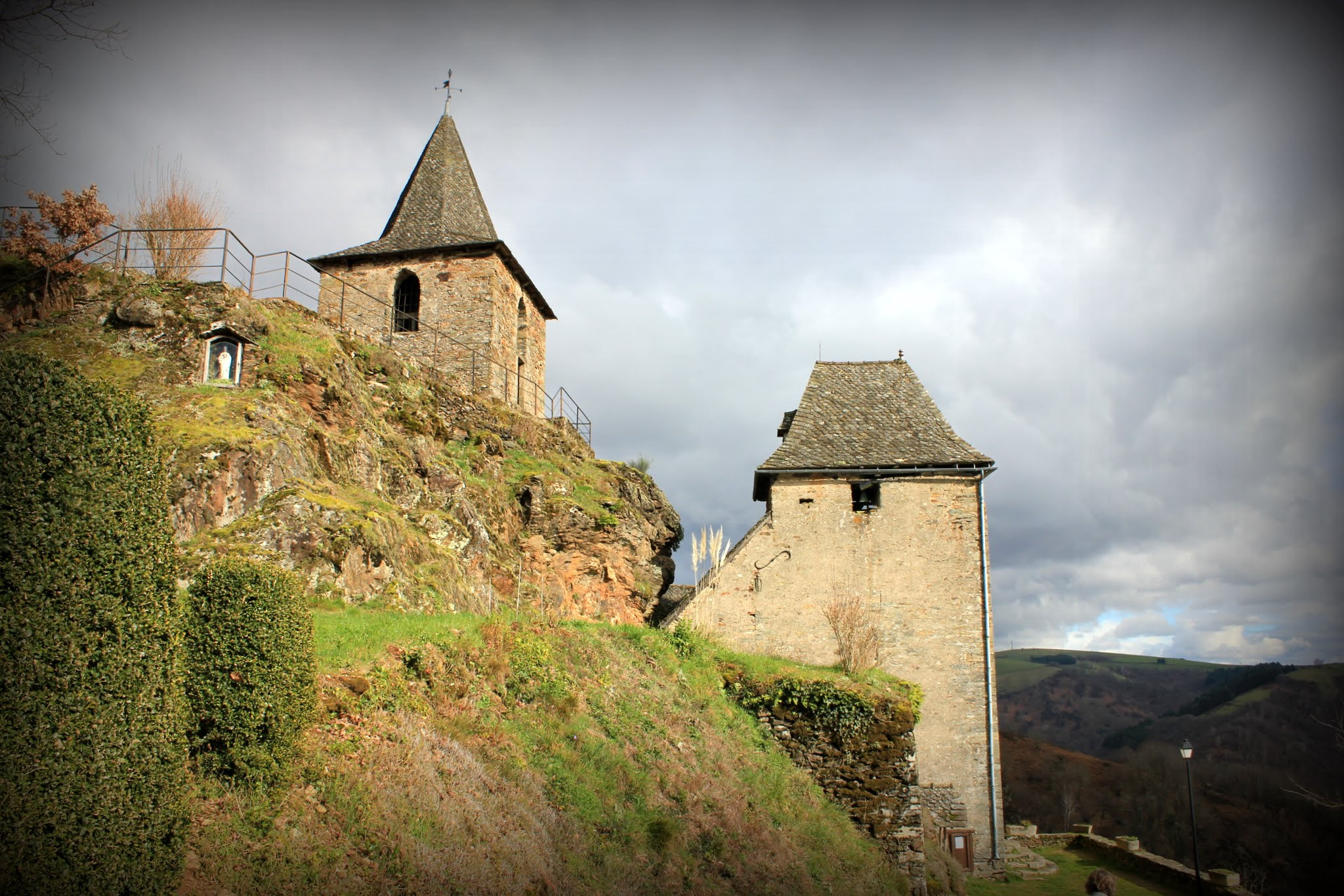
Les 2 clochers de La Vinzelle .
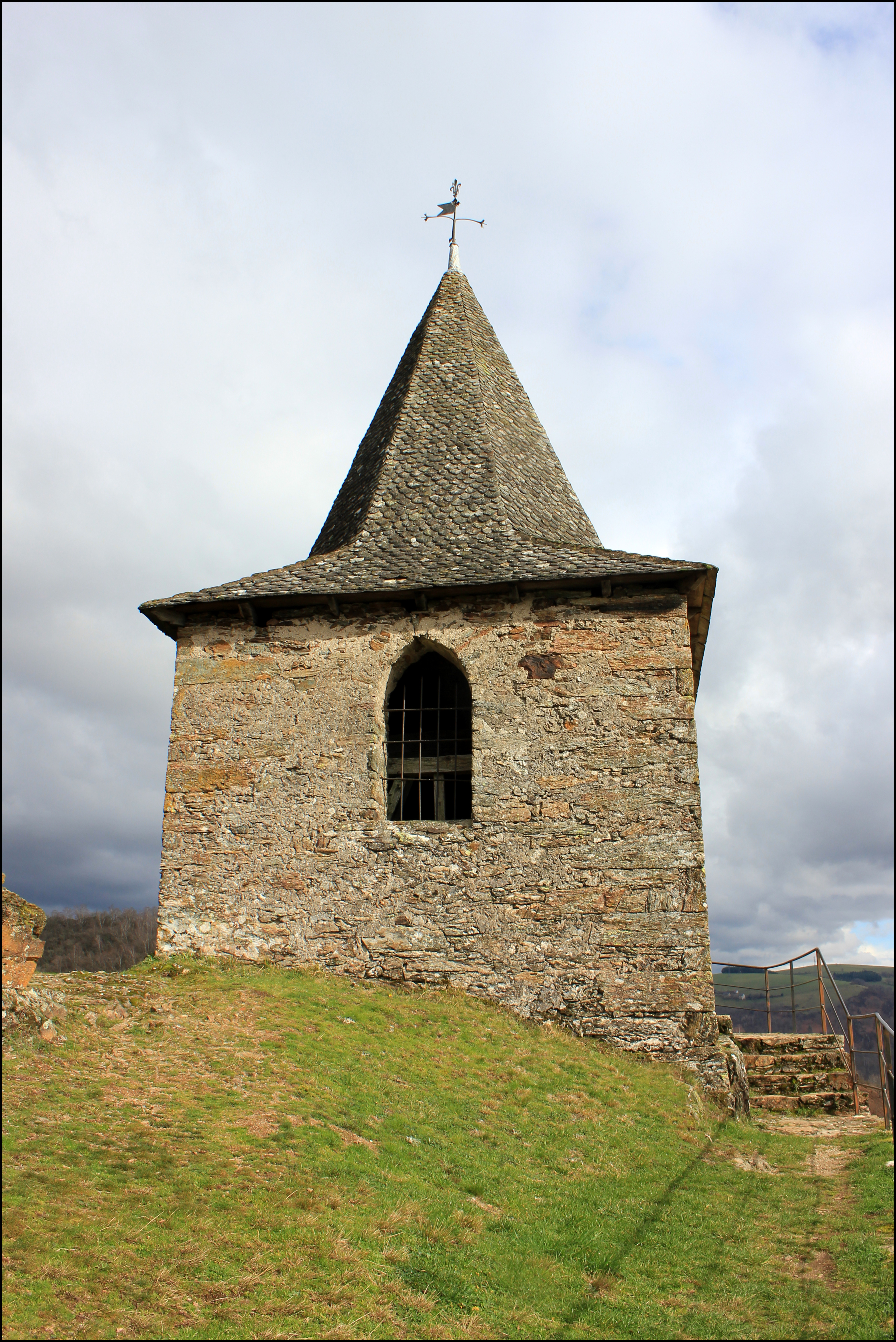
Clocher annexe de l'église .
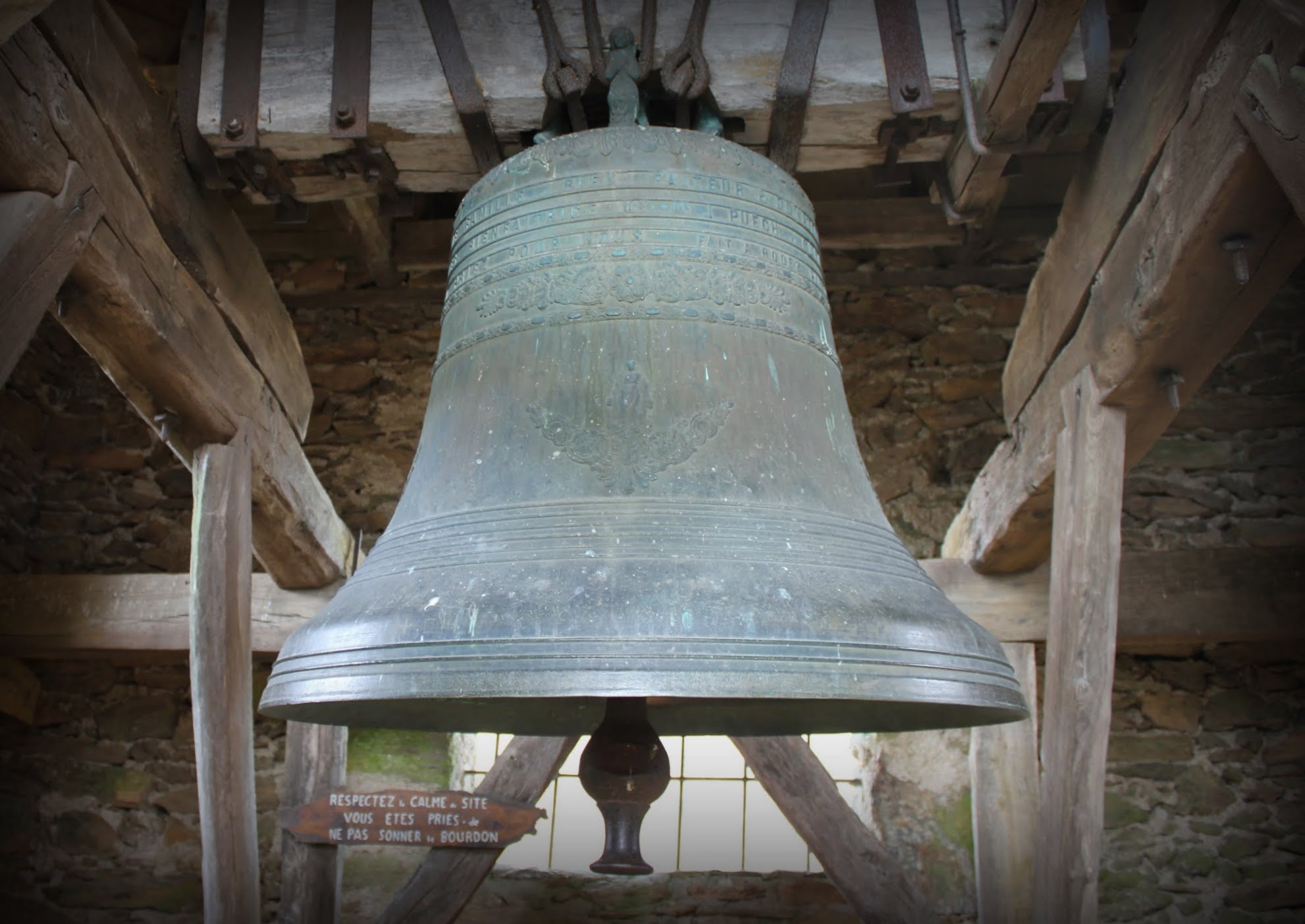
Le fameux bourdon du clocher annexe de l'église
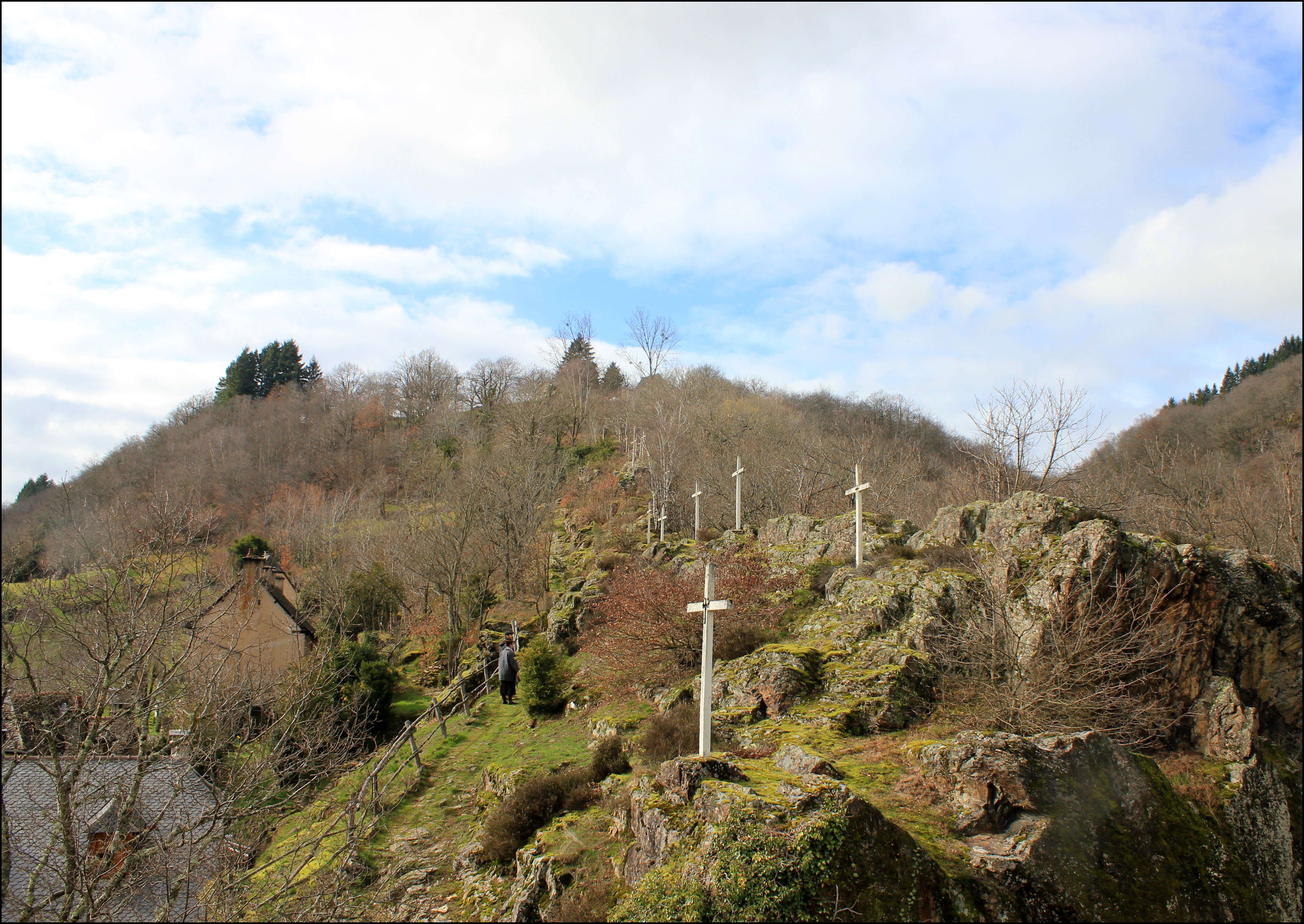
Chemin de croix .